# Colonia General Emiliano Zapata
Colonia General Emiliano Zapata är en ort i Mexiko.   Den ligger i kommunen Ayala och delstaten Morelos, i den sydöstra delen av landet, 80 km söder om huvudstaden Mexico City. Colonia General Emiliano Zapata ligger 1 155 meter över havet och antalet invånare är 494.
Terrängen runt Colonia General Emiliano Zapata är kuperad åt nordväst, men åt sydost är den platt. Terrängen runt Colonia General Emiliano Zapata sluttar söderut. Runt Colonia General Emiliano Zapata är det ganska tätbefolkat, med 239 invånare per kvadratkilometer. Närmaste större samhälle är Cuautla Morelos, 14,7 km norr om Colonia General Emiliano Zapata. Omgivningarna runt Colonia General Emiliano Zapata är en mosaik av jordbruksmark och naturlig växtlighet.